# Ötisheim
Ötisheim – miejscowość i gmina w Niemczech, w kraju związkowym Badenia-Wirtembergia, w rejencji Karlsruhe, w regionie Nordschwarzwald, w powiecie Enz, wchodzi w skład wspólnoty administracyjnej Mühlacker. Leży ok. 12 km na północny wschód od Pforzheim, przy linii kolejowej (Mühlacker–Bretten).